# L'altro capo del filo
L'altro capo del filo è un romanzo di Andrea Camilleri, con protagonista il Commissario Montalbano, è stato pubblicato da Sellerio il 26 maggio 2016.

## Trama
È un periodo di sbarchi sulle coste siciliane e anche il commissariato di Vigàta impegna ogni suo uomo in estenuanti turni notturni per permettere ai migranti di sbarcare ordinatamente e in sicurezza: gli agenti del commissario Montalbano sono stanchi, non dormono da giorni e perfino il candido Catarella dà il suo contributo, salvo poi venire rimandato al suo tranquillo posto di centralinista quando ci si rende conto che la sua innocente indole non può sopportare la vista di dolore e sofferenza.
In questo scenario di disperati in cerca di una vita migliore appare, senza alcun preavviso, il delitto: una giovane e vitale sarta, rispettata e stimata dall'intera popolazione del paese, viene brutalmente assassinata. Con lei lavoravano Meriam, madrelingua araba, Lillo Scotto (giovanotto che si era invaghito della titolare) e il più anziano Nicola. Montalbano viene avvisato da Pasquano che il Dottor Osman (che aiutava come interprete e medico durante gli sbarchi dei migranti) è all'obitorio, disperato. Gli confessa che lui e Elena erano stati amanti e che lui le voleva ancora molto bene. Poi Lillo tenta il suicidio e così sono entrambi in una brutta posizione, sospettabili per la morte della sarta. Ma il PM Tommaseo, sostenuto da Mimì Augello, è di altro avviso e fa arrestare l'attuale amante Diego Trupia. Meriam aiuterà Montalbano sia come traduttrice durante gli sbarchi sia a cercare alla sartoria piccoli indizi.
Montalbano si troverà a districare un'aggrovigliata matassa; ad attenderlo, all'altro capo del filo, da un passato tanto nebbioso quanto doloroso, la soluzione del caso.

## Edizioni
- Andrea Camilleri, L'altro capo del filo, Prima ed., Sellerio Editore, 2016,  p. 284, ISBN 88-389-3516-5.